# Cangues d'Onís (kommunhuvudort)
Cangues d'Onís är en kommunhuvudort i Spanien.   Den ligger i provinsen Province of Asturias och regionen Asturien, i den norra delen av landet, 300 km norr om huvudstaden Madrid. Cangues d'Onís ligger 60 meter över havet och antalet invånare är 6 623.
Terrängen runt Cangues d'Onís är huvudsakligen kuperad. Cangues d'Onís ligger nere i en dal. Runt Cangues d'Onís är det ganska glesbefolkat, med 27 invånare per kvadratkilometer. Närmaste större samhälle är Piloña, 19,2 km väster om Cangues d'Onís. I omgivningarna runt Cangues d'Onís växer i huvudsak blandskog.